# Медани
Медани (груз. მედანი) — село в Грузии, на территории Цаленджихского муниципалитета края (мхаре) Самегрело-Верхняя Сванетия.

## География
Село находится в западной части Грузии, на правом берегу реки Чанисцкали, на расстоянии приблизительно 7 километров (по прямой) к северо-востоку от города Цаленджиха, административного центра муниципалитета. Абсолютная высота — 348 метров над уровнем моря.

## Население
По результатам официальной переписи населения 2014 года, в Медани проживало 328 человек (172 мужчины и 156 женщин). В национальной структуре населения грузины составляли 99,7 %, русские — 0,3 %.
| Год  | Население, человек |
| ---- | ------------------ |
| 2002 | 458                |
| 2014 | ↘ 328              |